# Patricia Oster-Stierle
Patricia Oster-Stierle (* 1956 in Essen) ist eine deutsche Romanistin und Vergleichende Literaturwissenschaftlerin.

## Leben
Patricia Oster-Stierle studierte Romanistik, Komparatistik und Germanistik an der Universität Bonn, der Université de Toulouse und der Harvard University. Sie wurde 1991 von Karl Maurer und Hans Robert Jauß mit einer Arbeit über Marivaux und Lessing promoviert: Marivaux und das Ende der Tragödie. Bis 2003 war sie wissenschaftliche Mitarbeiterin von Maria Moog-Grünewald am Romanischen Seminar der Universität Tübingen. Sie habilitierte sich dort mit einer Arbeit über die literarische Anschauungsform des Schleiers: Der Schleier im Text. Funktionsgeschichte eines Bildes für die neuzeitliche Erfahrung des Imaginären und erhielt die Venia für Romanische Philologie und Vergleichende Literaturwissenschaft. 
Seit 2003 ist Patricia Oster-Stierle Inhaberin des C4-Lehrstuhls für Französische Literaturwissenschaft an der Universität des Saarlandes. 2013 bis 2017 war sie Mitglied im Präsidium der Deutsch-Französischen Hochschule, von 2013 bis 2014 als deren Vizepräsidentin, von 2015 bis 2017 als Präsidentin.

## Forschungsschwerpunkte
- Französische Literatur des 18. und des 20. Jahrhunderts
- Italienische Literatur zwischen Mittelalter und Neuzeit sowie des 20. Jahrhunderts
- Vergleichende Medientheorie (Text, Bild, Film)
- Literarische Anschauungsformen
- Theaterwissenschaft in Theorie und Praxis

## Mitgliedschaften und Auszeichnungen
- Mitglied der Académie de Berlin
- Mitglied des Beirats der Stiftung für die deutsch-französische kulturelle Zusammenarbeit
- Mitglied des Universitätsrats der Albert-Ludwigs-Universität Freiburg
- Mitglied des wissenschaftlichen Beirats der Universität Siegen
- Mitglied des wissenschaftlichen Beirats der Zeitschrift Romanische Forschungen
- Mitglied im Kuratorium der StudienStiftungSaar
- Vertrauensdozentin der Studienstiftung des Deutschen Volkes
- 2006: Ernennung zum Officier dans l’Ordre des Palmes Académiques
- 2011: Ernennung zum Chevalier de l’Ordre national du Mérite
- 2017: Ernennung zum Chevalier de la Légion d’honneur
- 2021: Ernennung zum Commandeur dans l’Ordre des Palmes Académiques[1]
- 2021: Bundesverdienstkreuz am Bande[2]

## Funktionen
- 2005–2007: Vizepräsidentin für Planung und Strategie der Universität des Saarlandes
- 2007–2012: Vizepräsidentin für Europa und Kultur der Universität des Saarlandes
- 2008–2012: Präsidentin des Frankoromanistenverbandes
- 2008–2012: Mitglied im Hochschulrat der Deutsch-Französischen Hochschule
- 2013–2014: Vizepräsidentin der Deutsch-Französischen Hochschule
- 2015–2017: Präsidentin der Deutsch-Französischen Hochschule
- Seit 2018: Chargée de mission für die Deutsch-Französische Hochschule
- 2021–2023: Direktoriumsvorsitzende des Cluster für Europaforschung der Universität des Saarlandes (CEUS)